# Abadía de Weihenstephan

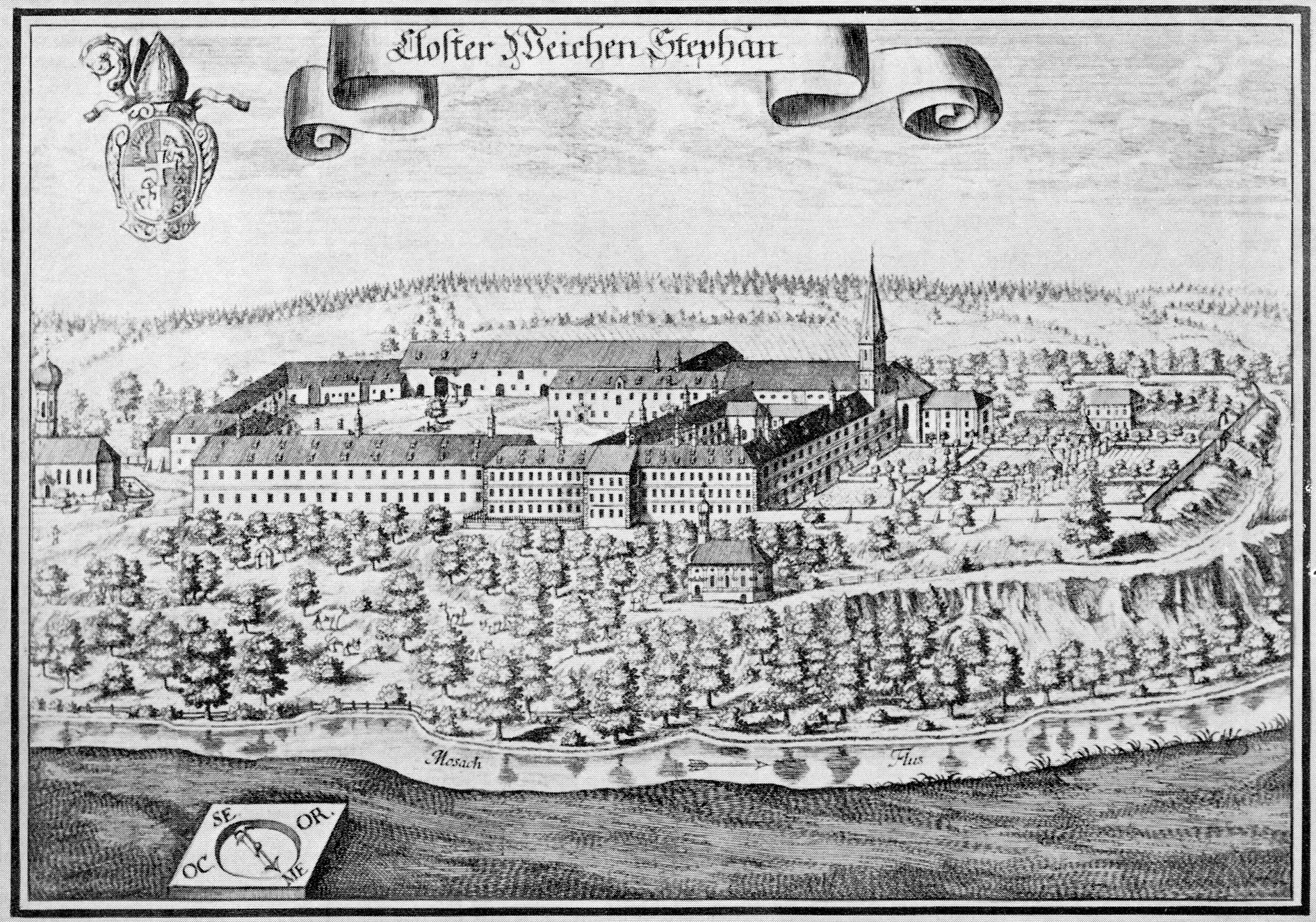
Grabado de la abadía Weihenstephan, por Michael Wening y que aparece en Topographia Bavariae, cerca del año 1700

La abadía Weihenstephan (Kloster Weihenstephan) era un monasterio benedictino ubicado en Weihenstephan, ahora parte del distrito de Freising, en Baviera, Alemania.
Actualmente "Brauerei Weihenstephan", localizado en el sitio del monasterio desde entonces, data de al menos el año 1040, se conoce como la cervecería operativa más antigua de manera continua en todo el mundo, un documento del siglo VIII menciona la existencia de una plantación de lúpulo cerca del monasterio, lo que puede indicar que la elaboración de cerveza allí es aún más antigua de lo que se cree.

## Monasterio
Santo Korbinian, cuya llegada en Freising está datado en alrededor 720, fundó una iglesia ahí que dedicó a San Esteban. Un dormitorio para monjes que  originalmente estaba adjunto al edificio desaparece de registros cerca de fin del octavo siglo. El propio monasterio, dedicado al principio a San Vitus, y más tarde a San Esteban y San Miguel, estuvo fundado por obispo Hitto von Freising entre 811 y 835. Desde entonces hasta 1020 o 1021  fue un monasterio  de cánones agustinianos antes de devenir en una abadía benedictina.
La abadía estuvo disuelta en 1803 durante la secularización de Baviera y su propiedad fue vendida. En 1810 la iglesia de abadía, la cual se había convertida en una iglesia parroquial, fue derribado.

## Escuela
En 1803 la Escuela de Silvicultura de Múnich fue trasladada a los edificios vacíos; al propio tiempo una granja modelo se estableció. Una parte grande de la economía de la abadía anterior, con edificios y establos así como bosques y campos, fue transferida a la escuela de silvicultura o a la granja modelo. Desde 1804 la ciencia agrícola se enseñó aquí por Max Schönleutner.
Tan temprano como 1807 ambas escuelas fueron dañadas cuando muchos profesores y el alumnado participaron en la invasión de Napoleón de Rusia, de la cual pocos habían regresado. En 1852 la escuela agrícola fue restablecida en Weihenstephan y en 1895 devino en una universidad agrícola, el cual formó el núcleo de la Universidad Técnica de campus de ciencias de vida de Múnich en Freising.

## Cervecería

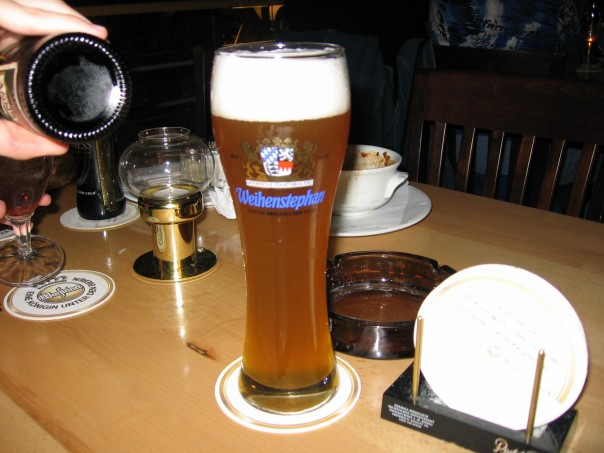
Weihenstephan En "Haus der 100 Biere" en Berlín

### La cervería más antigua que ha operado de manera continua
El Weihenstephan la cervecería puede localizar sus raíces en la abadía a 768, como el documento de aquel año refiere a un hop jardín en el área que paga un tithe al monasterio. Una cervecería estuvo autorizada por la Ciudad de Freising en 1040, y aquello es la fecha de fundar  reclamado por la cervecería moderna. La cervecería así tiene una reclamación creíble a ser la cervecería laborable más vieja en el mundo. (Weltenburg Abadía, también en Baviera, ha tenido una cervecería en operación desde entonces 1050, y también reclama para ser la cervecería más vieja en el mundo.) Cuándo el monasterio y la cervecería eran secularised en 1803,  devenían posesiones  del Estado de Baviera.

### Historia tardía
Desde entonces 1923, la cervecería ha sido sabida como la Cervecería Estatal bávara Weihenstephan (en alemán Bayerische Staatsbrauerei Weihenstephan), y está operado conjuntamente con la Universidad Técnica de Múnich cuando ambos una facilidad de producción moderna y un centro para aprender.